# جاده ئی۷۱۳ اروپا
جاده ئی۷۱۳ اروپا (به انگلیسی: European route E713) یکی از جاده‌های درجه ۲ قاره اروپا است.
این جاده که در کشور فرانسه قرار دارد از شهر ولانس، دروم شروع شده و در شهر گرونوبل به پایان می‌رسد.